# Vakantiepark Weerterbergen
Vakantiepark Weerterbergen is een Nederlands vakantiepark in de Limburgse plaats Weert, ten noorden van de spoorlijn Weert - Budel. Het park heeft circa 500 bungalows en 43 villa's, en wordt geëxploiteerd door recreatiebedrijf Roompot.

## Geschiedenis
Eind 19e eeuw werd de IJzeren Rijn aangelegd tussen Antwerpen en Mönchengladbach. Om deze spoorlijn aan te laten sluiten op het bestaande tracé, werd zand afgegraven ten noorden van de Geuzendijk in Weert. Het langwerpige ven dat hierdoor ontstond kreeg de naam de Tranchée, naar het Franse woord voor geul, greppel. In 1959 werd daar door en voor het toenmalige Bisschoppelijk College een recreatieoord aangelegd dat bestond uit een buitenzwembad en sportvelden. Het ontwerp van dit buitenverblijf kwam van architect Pierre Weegels in samenwerking met kunstenaar Harrie Martens.
Dit oord werd eind jaren 70 door het Bisschoppelijk College van de hand gedaan, waarna plannen ontstonden er een vakantiepark te bouwen. In 1982 werd door de maatschappij Vendorado (eigendom van het Vendex-concern) het vakantiepark Weerterbergen aangelegd, met een totale oppervlakte van 42 hectares. Het ABP investeerde 50 miljoen in het park en werd formeel eigenaar. Het management van het park zou gedaan worden door Vendorado. In 1984 werd het park uiteindelijk geopend onder de naam Vendorado. Het moederbedrijf Vendex besloot 5 jaar later om het imago van haar Vendorado parken te veranderen en richtte daartoe in 1989 Gran Dorado Leisure NV op. Vanaf 1990 kregen de vakantieparken de naam Gran Dorado.   In 2002 werd Pierre & Vacances eigenaar van dit vakantiepark en ging het verder onder de naam Landal GreenParks. Na aandringen van de Nederlandse Mededingingsautoriteit ging het park verder onder de naam Roompot Vakantiepark Weerterbergen.